# Aeonium diplocyclum
Aeonium diplocyclum ist eine Pflanzenart aus der Gattung Aeonium in der Familie der Dickblattgewächse (Crassulaceae).

## Beschreibung

### Vegetative Merkmale
Aeonium diplocyclum wächst als mehrjährige, einzelne, monokarpe Rosettenpflanze, die einen Durchmesser von 6 bis 18 Zentimetern erreicht. Die becherigen Rosetten sind während der Trockenzeit eng geschlossen, die inneren Blätter sind aufrecht. Die verkehrt eiförmig-spateligen, blass grünen, bläulich überhauchten, kahlen Laubblätter sind 5 bis 8 Zentimeter lang und 4 bis 6,5 Zentimeter breit. Zur Spitze hin sind sie gerundet oder breit keilförmig und tragen ein aufgesetztes Spitzchen oder sind selten ausgerandet. Die Basis ist breit keilförmig. Der Blattrand ist durchscheinend und gelegentlich spärlich drüsig behaart, oft ausgefranst oder gewellt.

### Generative Merkmale
Der Blütenstand weist eine Länge von 13 bis 16 Zentimeter und eine Breite von 15 bis 20 Zentimeter auf. Der dicht beblätterte Blütenstandsstiel ist 8 bis 22 Zentimeter lang. Die 19- bis 24-zähligen Blüten stehen an einem 2 bis 4 Millimeter langen, drüsenhaarigen Blütenstiel. Ihre Kelchblätter sind filzig. Die tiefgelben, verkehrt eiförmigen, zugespitzten Kronblätter sind 6 bis 7 Millimeter lang und 1 bis 1,5 Millimeter breit. Die Staubfäden sind kahl.

## Systematik und Verbreitung
Aeonium diplocyclum ist auf La Gomera, La Palma und El Hierro in Höhen von 50 bis 1700 Metern verbreitet.
Die Erstbeschreibung als Greenovia diplocycla durch Carl August Bolle wurde 1859 veröffentlicht. Theodorus Hendrikus Maria Mes stellte die Art 1995 in die Gattung Aeonium.

## Nachweise